# Dindica glaucescens
Dindica glaucescens là một loài bướm đêm trong họ Geometridae.